# Bihain
Pour le scientifique, voir Bernard Bihain.
Bihain (en wallon Bihin) est une section de la commune belge de Vielsalm située en Région wallonne dans la province de Luxembourg.
C'était une commune à part entière avant la fusion des communes de 1977.
Bihain est un village du plateau des Tailles. Il est traversé par l'Eau de Ronce.

## Démographie
- Source: INS recensements population

## Histoire
Le village d'Ottré lui fut adjoint en 1823.
Commune du département des Forêts sous le régime français.